# Air Warrior
Air Warrior was een reeks van online multiplayer gevechtsvliegtuigsimulatoren tussen 1988 en 2000.
De eerste versie van het spel werd ontwikkeld door Kesmai en kwam uit in 1988. Deze versie gebruikte zwart-wit draadmodeltekeningen. De speler kon kiezen uit enkele gevechtsvliegtuigen en grondvoertuigen uit de Tweede Wereldoorlog. Het spel focuste zich vooral op luchtgevechten. Daarnaast kon men ook luchtmachtbasissen inpalmen.
Voor de multiplayermode diende de speler met een modem in te bellen op GEnie, een online service provider, waar men vervolgens met honderden anderen gelijktijdig kon spelen. Aangezien een modem een actieve telefoonverbinding vereist, liepen de kosten nogal hoog op.
In 1993 bracht Kesmai een versie van Air Warrior uit in Super VGA. Een Microsoft Windows-versie verscheen in 1996, die in 1997 geporteerd werd naar Macintosh. Begin 1997 verscheen Air Warrior II en tegen het einde van datzelfde jaar Air Warrior III.
In tussenversies van het spel kon de speler kiezen uit meerdere online diensten waardoor telefoonkosten mogelijk konden worden gedrukt. Bijkomende online diensten waren onder andere Delphi, CRIS, CompuServe, America Online, Earthlink, Gamestorm en CompuLink.
In 1999 kocht Electronic Arts de rechten van het spel op en werd vanaf dan ook host van het spel. Dit bedrijf bracht in 2000 Air Warrior III uit. Reeds in 2001 besliste Electronic Arts om het spel uit hun franchise te halen en de multiplayer-dienst te stoppen.